# 寅次郎的故事10 寅次郎美梦成真
《寅次郎的故事10 寅次郎美梦成真》（日語：男はつらいよ 寅次郎夢枕）是一部1972年上映的日本喜剧电影，亦是《寅次郎的故事系列》的第十部剧场版作品。由山田洋次导演，渥美清、倍赏千惠子、前田吟、松村达雄及三崎千惠子等等主演。於1972年12月29日上映。

## 劇情簡介
當寅次郎返回去他的家，他驚訝地發現，一個傲慢的外籍大學教授佔據他的房間。同時，寅次郎的童年好友千代突然到訪。於是教授和寅次郎為吸引千代的愛而成為了對手，最終二人未能得到千代的青徠。結果教授返回美國而寅次郎則回歸他的流浪生活。

## 主要演员
- 车寅次郎：渥美清
- 诹访樱：倍赏千惠子
- 志村千代：八千草薫
- 车龙造：松村达雄
- 车つね：三崎千惠子
- 登：津坂匡章（现・秋野太作）
- 诹访博：前田吟
- たこ社长：太宰久雄
- 源公：佐藤蛾次郎
- 满男：中村隼人
- 旅馆的女佣：武智丰子
- 茶店的女佣：岡崎夏子
- 信州的旅館的女佣：谷よしの
- 老板：吉田義夫
- 汤中教授：清水将夫
- 高垣侦探：河村憲一郎
- 千代的儿子：粟辻聪
- 冈仓金之助：米仓齐加年
- 御前样：笠智众
- 旧家的妻子：田中绢代

## 奖项
- 第28届每日电影奖之导演奖／山田洋次
- 第1届文化厅最佳电影

### 英文
- . 英国电影协会.   [2013-05-02]. （原始内容存档于2012-10-17） （英语）.
- . Complete Index to World Film.   [2013-05-02]. （原始内容存档于2012-09-13） （英语）.
- Galbraith IV, Stuart. . DVD Talk. 2005-01-09  [2013-05-02]. （原始内容存档于2012-10-09） （英语）.

### 德文
- . www.molodezhnaja.ch.   [2013-05-02]. （原始内容存档于2013-05-20） （德语）.

### 日文
- . www.allcinema.net.   [2013-05-02]. （原始内容存档于2012-10-18） （日语）.
- . 日本电影院数据库（日本文化厅）.   [2013-05-02]. （原始内容存档于2012-02-26） （日语）. 外部链接存在于|publisher= (帮助)
- . 日本电影数据库.   [2013-05-02]. （原始内容存档于2013-07-17） （日语）.
- . 电影旬报.   [2013-05-02]. （原始内容存档于2012-03-09） （日语）.

### 中文
- . 豆瓣电影.   [2013-05-02]. （原始内容存档于2013-07-20）.